# ブリトン人の歴史
『ブリトン人の歴史』（ブリトンじんのれきし、ラテン語: Historia Brittonum）は、イングランド、アングロサクソン朝の七王国時代に編纂された、ケルト系ブリトン人が国を支配していた時代についての歴史書らしき本である。原書は828年頃に成立。伝ネンニウスの著。アーサー王伝説に関する最古級の資料として重視されている。
従来出版されてきた編書・訳書では伝ネンニウス作とされてきたが、これに関しては疑義があり、近年では作者不明の著書として扱う傾向が顕著になっている（#著者と年代特定の節は後述する）。原作の写本は、11世紀以降、40点ほどが現存している。

## 概要
作中では、ブリテン島の開拓がトロイアからの渡来人によっておこなわれたとし、ブリテンの国名も、アイネイアースの子孫ブルートゥスにちなんで命名されたと説く。また、「ジェフリー・オブ・モンマスが、『ブリタニア列王史』を創作するときに使用した一大資料」でもあり、こうしたトロイア起源説などブリテン先史の部分は、そのまま中世の英国の史書（例: Brut of England こと The Chronicles of England, 1400年頃）に引き継がれている。
この作品はまた、アーサー王に関する具体的な内容を確認できる最古の資料としても重要視され、アーサー王が戦ったという12の会戦を記録する（うち2つの会戦は『カンブリア年代記』で年代が特定できる）。『ブリトン人の歴史』の作中では、伝説のアーサーは一介の「軍の指揮官」（dux bellorum）または「戦士」（miles）にすぎず、「王」とされてはいないことも（その作成期の古さの傍証として）留意すべきである（#アーサー「王」伝説の節を参照）。
また、ある会戦ではアーサーが聖母マリアの像を「肩に」担いだという描写があるが、近代の解説者は、アーサーの「盾に」マリア像が掲げられていたという意味であるはずを、ウェールズ語では「肩」と「盾」の単語が近似するため取り違えたのだ、と考察している。

## 構成
校訂版の編者であるラテン学者テオドール・モムゼンは、作品を次のように序・七部に分けた。
- 序文 Prefatio Nennii Britonum
- I.  世界の6つの時代（英語版） de sex aetatibus mundi（§1-6章）
- II. ブリトン人の歴史 historia Brittonum（§7-49章）
- III. パトリキウスの生涯 vita Patricii（§50-55章）
- IV. アーサー王関連（§56章）
- V. 王の系譜 regum genealogiae cum computo （§57—66章）
- VI. ブリタニアの都市 civitates Britanniae（§66a章）
- VII. ブリタニアの奇蹟 de mirabilibus Britanniae（§67—76章）

### アーサー「王」伝説
前述したように『ブリトン人の歴史』では、アーサーは王とされず、軍事指揮官であり、身分もそう高くはないと説明されている。編者モムゼンの分類では、アーサー本人に関する記述は、たった一章（§56章）のみである。だが広義にみれば、作中に登場する「マーリン・アンブロジウス」（§42章）（もっとも「マーリン」の名は使われないが）はもちろん、ヴォーティガン王（§31-49章）も、立派なアーサー王伝説の重要人物らである。

#### ヴォーティガン
ヴォーティガンがブリテンの国王に即位し、ウォーデンの血筋をひくホルサとヘンギストが率いるサクソン人を招きいれた。「キリスト受難より447年（+35=西暦482年）」のことである（31章）。

### 聖ゲルマヌス
ブリタンニアへ来たガリアの司教オセールの聖ゲルマヌスの聖人伝。ヴォーティガン王は、自らの娘と通じて（婚姻して）子をなしたが、このことを僧侶のゲルマヌスになじられると、娘をそそのかし、僧侶こそがその父親だ、と偽証させた。しかしゲルマニウスは動じず、その子にたいし、「そなたの父となってしんぜようぞ、坊よ。そしてカミソリとハサミと櫛を（お前が）もってくるまで、お前を手放すまいぞ。お前にはおまえの実父にこれらのものを渡す権利があるのじゃ」と言った。すると坊は、ヴォーティガンのところにいき「お父様はあなたです。私の髪を切ってください」と言った。王は赤面し、怒りをあらわに立ち去った（つまり、ブリトンでは、上述のように、男の子が一人前になると、元服の儀式として、父親による髪切りの典礼がおこなわれていたことがわかる。ウェールズの物語『キルフッフとオルウェン』でも、主人公がアーサー王に髪切りの儀式を願い出る）。

#### マーリン
ヴォーティガンはスノードン山の近くにディナス・エミリュス（Dinas Emrys）という城砦を築こうとしたが、うまくいかなかった。これを解決するために彼はアウレリウス・アンブロシウスと戦ったという。モンマスのジェフリーはこの話を彼とマーリンの話に置き換えている。

#### アーサー王の戦い
56章にアーサー王が関わったとされる12の戦いを並び立てた詩の要約と思われるものがあるが、いくつかはアーサー王との関連性がはっきりとしない。
ここに書かれる戦場は、ほとんど場所の特定ができていない。コイト・ケリドンは、スコットランド南部をかつて覆った広大森を指すとされる。グルニオンとはウィンチェスターの事ではないかとしばしば指摘される。「地域（レギオン）の都市」が指すところとしては現イングランド北部のチェスターないしウェールズ南部のカーレオン（Caerleon）だと思われている。ブレグオインとは英語に直すと「白き丘」、すなわちダービーシャーのホワイト・ピーク（White Peak）の可能性が挙げられている。バドン山についてはイギリス国内でいくらでも候補が挙がっている。

### 奇蹟
『ブリトン人の歴史』の『ブリタニアの奇蹟[について]（De mirabilibus britanniae）』（略して『奇蹟（Mirabilia）』）は、ブリタニア各地に所在する、14ないし13の奇蹟的な名所を挙げた列記文である。続いてアングルシー島（Menand insulae）の奇蹟と、アイルランドの奇蹟を少数挙げている。 
『奇蹟』はじつは、もともとの作品にはなかった部だと考えられているが、本篇からあまり時を経ずして成立した（9世紀初頭）と考えられており、多くの写本に付帯しているが、『奇蹟』を欠いた写本もある。
『ブリトン人の歴史』、「ブリタニアの奇蹟」の部（73章）には、アーサー王関連の奇蹟が2件、紹介されている。そのひとつによれば、戦士アーサーの犬「カバル」を、トロイント（改め→トロイト）という猪を追っていて、ある石の表面に足跡のしるしを残した。その石を置いた石塚を「カルン・カバル」と呼ぶ。"不思議なことに、その石は、誰かが持ち去っても、必ずもとに戻っているのだという"、というのが「奇蹟」とされるゆえんのようである（該当文全文の引用はカヴァス § ブリトン人の歴史参照）。

#### アーサーの息子アムル
もう一件、アーサーが自ら殺した（ラテン名：アムル）という息子の墓/塚が、"測るたびにに大きさが違う"奇蹟として伝えられる：

## 著者と年代特定
『ブリトン人の歴史』が作品として成立した年代は、828年 - 830年と特定されている。作中の第16章に「メルメヌス（Mermenus）王の在位4年目」とあるので、作品はこれ以前ではありえない。これはグゥイネッズ国王メルヴィン・ヴリッヒのこととされ、在位4年目は、史家のあいだで古くとも828年とされるので、遡及可能な年代上限 (terminus post quem) がこれで特定される。次に第4章に、執筆当時が「キリスト受難より796年目、その受肉（降誕）より831年が経過している 」とあるのも、上の年代とほぼ合致する。
『ブリトン人の歴史』の一部の写本群には、ネンニウスによる序文、あるいはネンニウスによる弁明文（apolgia）が述べられているため、この作品は、便宜上、伝ネンニウスの作、とされてきたが、早期の編者たちにも、この作品が必ずしもネンニウスを原作者に特定できないことはわかっていた。
実際、作品が伝わる写本でも、様々な人物が作者とされている。これは以下に述べる。

### 稿本・写本・出版編本
- 現存する最古写本は大英図書館所蔵ハーレー写本（Harley 3859）で、かつては11世紀のものとされてきたが、近著では 1100年頃となっている[32]。この写本は「ネンニウスの序文」を欠き、著者の名には一切触れられていない。従来、もっとも内容が原書に近い写本とされており、Stevenson 編本、 Mommsen 校訂本、Morrison 編新版の底本にされている。
- 『伝ネンニウス作の稿本』（Nennian recension）の代表例は、ケンブリッジ公立図書館Ff. I.27写本で、これはPetrie編本で底本に使われる[33]。
- ヴァチカン本（Vatican 1964 写本）は、Gunn編抄訳本に使用されるが、その作者は隠者マルコ（anachoreta Marco）とされる[34]。
- Giles編訳本は、 Gunn編抄訳本を元にしているというが、Vatican 写本（Mommsen の略号だとM本）にない「ネンニウス弁明文」や「奇蹟」も掲載するので、いくつかの写本を複合した拡張本ともいえる。
- シャルトル本（Chartres 98写本）は、他の写本群に比べて特異な内容をもち、推定9世紀 - 10世紀とハーレー本よりもずいぶんと古い一点だったが、第二次世界大戦で逸失した。シャルトル本では、作者は「ウリエンの息子」（filius Urbagen）となっている[35]。
- 『伝ギルダス作の稿本』（Gildasian recensions）には、例えば大英図書館所蔵Cotton Caligula A. VIII写本などがある[36]。だが、『ブリトン人の歴史』が、アーサー王と近い時代に生きたギルダスによる真正の執筆だとは、いまどき真面目に考えられてはおらず、じっさい、『ブリトン人の歴史』のラテン語の文体は、ギルダス流の文章よりもずいぶんと粗雑だといわれる[37]。

この作品の校定学的な研究者、デビット・ダンヴィル（ダンヴィルのヴァチカン本 の編書がDumville 1985である）は、「ネンニウス序文」は後世の偽作であると断定し、これはネンニウスのような作者が単独で著したものではなく、次第に加筆がされるうちに、のちの作品の姿を形成していった「無名の作」だと提唱する。ダンヴィルの見解支持がいまや趨勢になっているが、異論も唱えられている。過去にネンニウス作者説を論じたものに、リーバーマン（Liebermann 1925）がある。

### 原作者の意図
近年では、『ブリトン人の歴史』を紹介または解説するときに、「古編者が手当たり次第の資料を積み上げて作成したものだ」と述べるのが慣例のようになっている。この文句は「ネンニウス序文」のL系統本で「ネンニウスの弁明文（apologia）」と題される文章からとられている。以下意訳する。
考古学者レズリー・アルコック (1971年）は、この序文を引用して作品を「積み上げ（heaped together）」と称して説明したが、この時期を境に、この表現を使う例が増えたようである。しかしアルコックよりも古い用例も散見される。
本作品の稿本では、現代史学の学界においては信ぴょう性を損なうものとされ忌避される二つの手法が使われる：すなわち史実と伝説の合成（synthesis）と時代同期（synchronization）である。史実と伝説の合成は、稿本の真実性の評価をむつかしくする。また、強引に因果関係を見出して別案件と関連付けたり、異なる史料や伝承の案件を同時代のものとみなそうとするなどが、この作品を信頼できる資料として扱い難くしている。